# Tuinplastiek
Tuinplastiek is een plantenbak ontworpen door de Nederlandse kunstenaar Theo van Doesburg.

## Beschrijving
Het ontwerp bestaat uit vier aaneengeschakelde witte en zwarte bakken op witte en grijze plateaus. Het is verwant aan Van Doesburgs monument voor het prijsvraagontwerp voor stationsplein in Leeuwarden, dat hij in 1918 samen met Jan Wils indiende en waarvoor ze de tweede prijs wonnen.

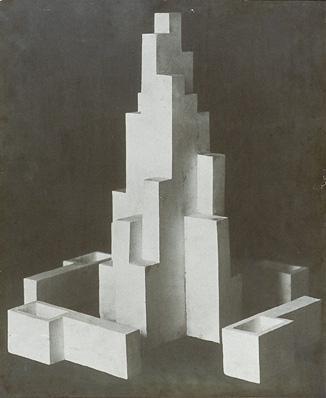
Theo van Doesburg (ontwerp), Aardewerkfabriek De Rijn (uitvoering). Maquette monument prijsvraagontwerp stationsplein Leeuwarden. 1919. Verloren gegaan.

De tuinplastiek werd uitgevoerd Herman Zaalberg en een zekere D. Nieuwenhuizen van Aardewerkfabriek De Rijn in Zoeterwoude. Deze aardewerkfabriek maakte voor Van Doesburg ook een maquette van het monument in Leeuwarden en een ‘tegelkompositie’ of ‘tegelplaat’. Al deze werken zijn verloren gegaan.

## Datering
Het werk ontstond in 1919, voor het begin van de Jaarbeurs voor kunstnijverheid.

## Herkomst
Volgens Ankie de Jongh-Vermeulen werd het werk in 1919 verworven door Johan Dee in Leiden van Van Doesburg. Daarna ontbreekt ieder spoor.